# Ateleia popenoei
Ateleia popenoei är en ärtväxtart som beskrevs av Donovan Stewart Correll. Ateleia popenoei ingår i släktet Ateleia och familjen ärtväxter. Inga underarter finns listade i Catalogue of Life.